# ザララップ効果
ザララップ効果 (英: Xallarap effect) は、重力マイクロレンズを利用した観測において、光源天体が連星系であったときにその公転運動によって光度の変化が生じる現象のこと。類似の現象として、地球の公転運動によって生じる光度変化であるパララックス効果 (parallax effect) がある。この2つの効果は互いに相反するものであることから、parallaxの綴りを逆にしてxallarapと呼ばれるようになった。重力マイクロレンズに関する研究では、1998年の論文で既に使われている。
重力レンズ現象は、遠方の天体と大質量の中間天体（レンズ天体と呼ばれる）が地球から見て同一直線上に並ぶときに起こる。このとき、レンズ天体の重力場が遠方の天体からの光を曲げ、それを拡大する。2つの天体が銀河ではなく星である場合、この現象は「重力マイクロレンズ」と呼ばれる。重力マイクロレンズは、天体の配置が寸分違わず揃わないと生じないため、実際アルベルト・アインシュタインは「この現象を観測できる可能性はほとんどない」と結論づけていた。しかし、Optical Gravitational Lensing Experiment（OGLE、光学重力レンズ効果実験）などのサーベイでは、毎夜数百万個もの星を観測しており、年に何度も重力マイクロレンズ現象を観測している。
重力マイクロレンズ現象では天体の配置が極めて正確に揃うため、現象が数週間以上続くと、地球が太陽の周りを公転運動することで生じる光度の変化が観測される。これは視差 (parallax) によって生じることから「パララックス効果  (parallax effect)」と呼ばれる。もし光源天体が連星系の一部であれば、その天体にも公転運動があるため、地球の公転運動と同様に天体の配置に変化を起こすことができる。この効果はパララックス効果と同じであるが、観測者の運動ではなく光源天体の運動によって生じることから、parallaxの綴りを後ろから読んだ「xallarap」と名付けられた。